# Аносова, Татьяна Петровна
Татьяна Петровна Аносова (урождённая Поливанова; 1829―1886) — русская переводчица.

## Биография
Принадлежала по рождению к культурным слоям посковского дворянства (по матери ― племянница А. С. Норова. Получила хорошее домашнее образование. Первые литературные опыты (повесть, рассказы с натуры, несколько стихотворений) Аносова напечатать с помощью своего кузена К. Н. Бестужева-Рюмина (1858). Выполненный ею тогда же французский перевод лермонтовского «Демона» вышел в Париже в 1860 году ― «Le Démon. Légende orientale Par Lermonow» («Демон, восточная легенда»). Член Литературного фонда (с 1861).
В последние годы жизни опубликовала русский перевод второй части «Фауста» И. В. Гёте (1883). Биографы упоминают также о её занятиях живописью. 